# Camilla (mitologia)
Kamilla, Camilla – w mitologii italskiej, córka Metabusa i Kasmilli (Casmilli). Metabus był władcą Wolsków w mieście Privernum, lecz po śmierci żony został wygnany za despotyzm. Uciekając z dzieckiem przez wezbraną rzekę, obiecał Dianie, że jeśli pomoże im ujść cało, poświęci jej córkę. Kamillę przywiązał do włóczni i przerzucił na drugą stronę, sam zaś przepłynął. Kryjąc się w lesie, wychował córkę, karmiąc mlekiem klaczy. Została sławną wojowniczką i łowczynią, ludzkim odpowiednikiem Diany. W końcu zdobyła władzę u Wolsków i jako sojuszniczka Turnusa podjęła walkę z Eneaszem. Zginęła z ręki jego sojusznika, Arrunsa.

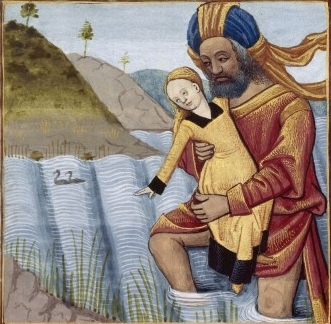
Metabus i Camilla, Ilustracja w De mulieribus claris Boccaccia

Imię Kamilla wywodzi się być może od camillus, jak określano chłopca pomagającego kapłanom w składaniu ofiar.
Dante Alighieri w Boskiej komedii wspomina o Camilli (I,107; IV,124).	